# Umberština
Umberština, též jazyk umberský je mrtvý italický jazyk používaný v polovině 1. tisíciletí před naším letopočtem[zdroj?] (ojediněle až do 1. století př. n. l.[zdroj?]) na Apeninském poloostrově (v Umbrii, severovýchodně od Říma). Hovořili jím Umbrové.
Umberština byla příbuzná s jazykem Osků a tvořila tak osko-umberskou větev jazyků staré Itálie.

## Umberské desky
Po latině se jedná o druhé nejdůležitější literární památky starověké Itálie. Mimo drobných památek je zachováno sedm bronzových desek, které byly nalezeny u města Iguvium (nyní Gubbio) v Umbrii. Desky popisují náboženské obřady. Starší desky mají písmo etruské, novější latinské.
Umberské písmo mělo 18 písmen a také dvě litery pro neřecké souhlásky č a ř (neplést s českými písmeny).
Umberština je po latině druhým nejlépe prozkoumaným italickým jazykem.[zdroj?]

## Příklady

### Číslovky
| Umbersky     | Česky |
| uns, 𐌖𐌍𐌔     | jeden |
| tuf, 𐌕𐌖𐌚     | dva   |
| trif, 𐌕𐌓𐌉𐌚   | tři   |
| petur, 𐌐𐌄𐌕𐌖𐌓 | čtyři |
| pumpe, 𐌐𐌖𐌌𐌐𐌄 | pět   |
| sehs, 𐌔𐌄𐌇𐌔   | šest  |
| nuvim, 𐌍𐌖𐌅𐌉𐌌 | devět |
| desem, 𐌃𐌄𐌔𐌄𐌌 | deset |